# Згорнє Младетиче
Згорнє Младетиче (словен. Zgornje Mladetiče) — поселення в общині Севниця, Споднєпосавський регіон, Словенія. Висота над рівнем моря: 266 м.